# GS마트
GS마트(GS MART)는 GS리테일이 1996년 11월 15일부터 2010년 5월 31일까지 운영했던 대형할인점이다.

## 연혁
- 1995년 : 영국 컨설팅 회사 멕켄지 컨설팅과 함께 슈퍼센터 사업부 프로젝트 착수
- 1996년 : LG유통 내 슈퍼센터 사업부 창설
- 1996년 11월 15일: LG마트 1호점 고양점 개점
- 1997년 1월: 슈퍼센터 사업부 LG상사로 양수
- 1999년 : 국내 최초 시티형 할인점(도심 밀착형 중소형 매장) 성동점 개점
- 2002년 : LG유통, LG백화점, LG마트 3사 통합
- 2005년 3월 31일: GS그룹 출범에 따라 GS마트로 BI(Brand Identity) 변경[3]
- 2010년 2월 9일: 롯데쇼핑에 마트 사업 부문 매각
- 2010년 6월 1일: 롯데마트로 영업개시.

## 점포 현황
현재 모든 매장들은 롯데마트이다. 아래 점포 현황은 롯데마트의 각 지점 기준이다. 예를 들어 롯데마트 행당역점은 GS마트 시절에는 성동점으로 영업했다.
| 지역명            | 해당 지역 점포명                   |
| 서울              | 행당역점/송파점                    |
| 경기              | 고양점/권선점/덕소점/시화점/시흥점 |
| 강원, 충청도      | 석사점,동대전점,상당용암점         |
| 부산/경남, 전주시 | 금정점/삼계점/반여점,덕진점        |